# Clinic for Dolls
Clinic for Dolls è il secondo album della band polacca gothic metal UnSun, pubblicato l'11 ottobre 2010.

## Tracce
1. The Lost Way (Anna "Aya" Stefanowicz, Maurycy "Mauser" Stefanowicz) - 5:38
2. Clinic for Dolls (Maurycy "Mauser" Stefanowicz, Małgorzata Zielińska) - 4:18
3. Time (Anna "Aya" Stefanowicz, Maurycy "Mauser" Stefanowicz) - 4:26
4. Mockers (Anna "Aya" Stefanowicz, Maurycy "Mauser" Stefanowicz) - 4:07
5. Not Enough (Maurycy "Mauser" Stefanowicz, Małgorzata Zielińska) - 4:15
6. The Last Tears (Anna "Aya" Stefanowicz, Maurycy "Mauser" Stefanowicz) - 4:19
7. Home (Anna "Aya" Stefanowicz, Maurycy "Mauser" Stefanowicz) - 4:26
8. I Ceased (Maurycy "Mauser" Stefanowicz, Małgorzata Zielińska) - 4:36
9. A Single Touch (Anna "Aya" Stefanowicz, Maurycy "Mauser" Stefanowicz) - 4:35
10. Why (Maurycy "Mauser" Stefanowicz, Małgorzata Zielińska) - 3:30

## Band
- Anna "Aya" Stefanowicz  - voce
- Maurycy "Mauser" Stefanowicz - chitarra
- Filip "Heinrich" Hałucha - basso elettrico
- Wawrzyniec "Vaaver" Dramowicz  - batteria